# تفتگاه گالاپاگوس

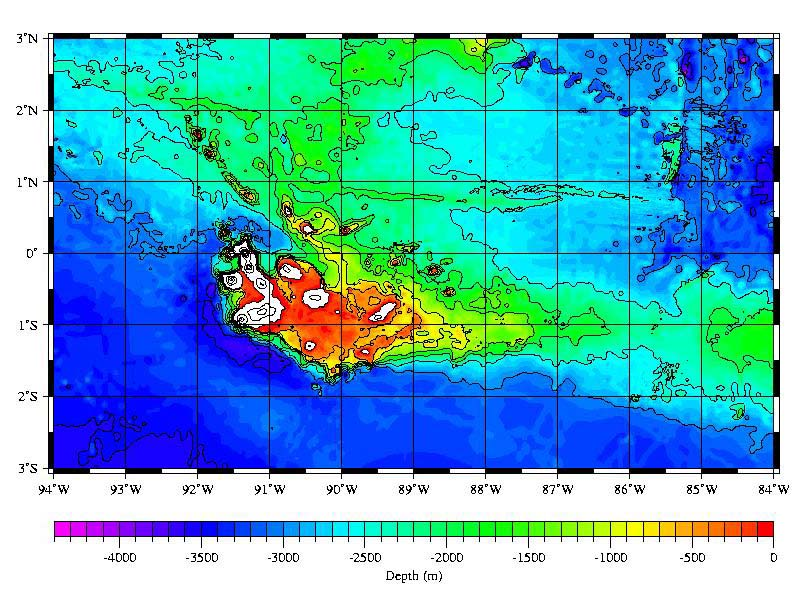
نقشه ژرفاسنجی گالاپاگوس.

تفتگاه گالاپاگوس (به انگلیسی: Galápagos hotspot) یک تفتگاه (نقطه داغ زمین) در شرق اقیانوس آرام است که وجود آن باعث پدید آمدن جزایر گالاپاگوس و سه شبکه برآمدگی بزرگ در این بخش از زمین به نام‌های کارنگی، کوکوس و مالپلسو شده‌است.
در این منطقه، کافت گالاپاگوس (Galapagos rift) که شکاف میان صفحات پوسته زمین از جزایر گالاپاگوس به سمت آمریکای جنوبی است از نظر زمین‌شناختی و اجتماع‌های زیستیِ چاه گرمابی بسیار حائز اهمیت است.